# Гужири
Гужири (рос. Гужиры) — село Тункинського району, Бурятії Росії. Входить до складу Сільського поселення Далахай.
Населення — 159 осіб (2015 рік).